# 沃尔登
沃尔登（德語：Wöhrden，發音：[ˈvøːɐ̯dn̩] ⓘ）是德国石勒苏益格-荷尔斯泰因州迪特马申县的市镇，面积21.77平方千米，2023年12月31日人口为1,306人。